# سیارک ۲۹۹۱۰
سیارک ۲۹۹۱۰ (به انگلیسی: 29910 Segre، نامگذاری:1999JV8) بیست و نه هزار و نهصد و دهمین سیارک کشف شده‌ می‌باشد که در ۱۴ مه ۱۹۹۹ کشف شده است. این سیارک به افتخار ریاضیدان ایتالیایی کورادو سگره، سیارک سگره نامیده شد است.